# قرار مجلس الأمن التابع للأمم المتحدة رقم 1425
قرار مجلس الأمن التابع للأمم المتحدة رقم 1425، المتخذ بالإجماع في 22 تموز / يوليو 2002، بعد التذكير بالقرارات المتعلقة بالحالة في الصومال، ولا سيما القرارين 733 (1992) و1407 (2002)، أنشأ المجلس فريق خبراء للتحقيق في انتهاكات حظر توريد الأسلحة إلى البلد.
وقال رئيس مجلس الأمن إن اعتماد القرار يهدف إلى إعاقة تدفق الأسلحة إلى البلاد، خاصة وأن تقريرًا حديثًا للأمم المتحدة وجد أن أسلحة دخلت الصومال من دول مجاورة ودول أخرى من بينها إيران ولاتفيا وليبيا وبولندا والإمارات العربية المتحدة والولايات المتحدة.

## القرار

### أعمال
وشدد المجلس، بموجب الفصل السابع من ميثاق الأمم المتحدة، على أن حظر الأسلحة يحظر تمويل أو توصيل الأسلحة وتقديم المشورة العسكرية إلى الصومال. وطُلب من الأمين العام كوفي عنان تشكيل لجنة من ثلاثة خبراء مقرها نيروبي لمدة ستة أشهر للتحقيق في انتهاكات حظر الأسلحة برا وجوا وبحرا؛ معلومات تفصيلية تتعلق بالانتهاكات وإنفاذ الحظر؛ إجراء البحوث الميدانية في الصومال ودول أخرى؛ تقييم قدرة الدول في المنطقة على التنفيذ الكامل لحظر توريد الأسلحة، بما في ذلك عن طريق مراجعة الجمارك الوطنية ومراقبة الحدود؛ والتوصية بخطوات لتعزيز إنفاذها. علاوة على ذلك، كان مطلوباً من اللجنة أن تتمتع بالخبرة في مجالات الطيران المدني والنقل البحري والشؤون الإقليمية والمعرفة بالبلد.
طلب القرار التعاون الكامل من الدول المجاورة، والحكومة الوطنية الانتقالية في الصومال وغيرها من الكيانات أو الأفراد من خلال توفير الوصول دون عوائق إلى المعلومات لفريق الخبراء والدول لتقديم معلومات عن انتهاكات حظر الأسلحة؛ وكان يتعين إبلاغ المجلس بحالات عدم الامتثال. وقد صدرت تعليمات للفريق بتقديم تقرير إلى مجلس الأمن بحلول تشرين الثاني / نوفمبر 2002 وفي نهاية فترة ولايته. وسيتم النظر في التقرير واتخاذ مزيد من الإجراءات إذا لزم الأمر لتحسين فعالية الحظر. وفي غضون ذلك، طُلب من الأمين العام تقديم تقرير عن مبادرات بناء السلام والمساعدة التقنية والتعاون والتدابير التي اتخذتها البلدان لتنفيذ حظر توريد الأسلحة بحلول 31 تشرين الأول / أكتوبر 2002.
وأخيرا، اختتم المجلس بالدعوة إلى تقديم مساهمات من المجتمع الدولي لصندوق الأمم المتحدة الاستئماني لبناء السلام في الصومال وأنشطة الأمم المتحدة.

## روابط خارجية
- نص القرار في undocs.org